# Bahtoo Stadium
Das Bahtoo Stadium, auch bekannt als Bahtoo Memorial Stadium,  ist ein Fußballstadion in Mandalay, der zweitgrößten Stadt in Myanmar. Es wird als Heimspielstätte des Fußballvereins Yadanarbon FC genutzt. Die Anlage hat eine Kapazität von 17.000 Personen. 